# Jerónimo Grimaldi
Pablo Jerónimo Grimaldi y Pallavicini (Génova, 6 de julio de 1710-Ibidem, 1 de octubre de 1789), marqués de Grimaldi, fue un político y diplomático italo-español al servicio de los reyes Fernando VI y Carlos III.

## Biografía
Era cuarto nieto de Giovanni Battista Grimaldi, conde palatino y i señor de Montaldeo, caballero dorado por diploma del Emperador Carlos V en 1525 con la facultad para él y sus descendientes de aumentar el escudo de las armas de su casa con un jefe de gules cargado del águila de oro del Imperio de Oriente, causa de distinguir a su posteridad con el sobrenombre de Cavalleroni. Giovanni Battista era hermano de Stefano Grimaldi, conde palatino y Regente de Mónaco de 1532 a 1540, y era padre de Isabella Grimaldi, casada en 1545 con su pariente Onorato Grimaldi, xiv Señor Soberano de Mónaco, Mentón y Roquebrune, con descendencia en los actuales Príncipes de Mónaco.

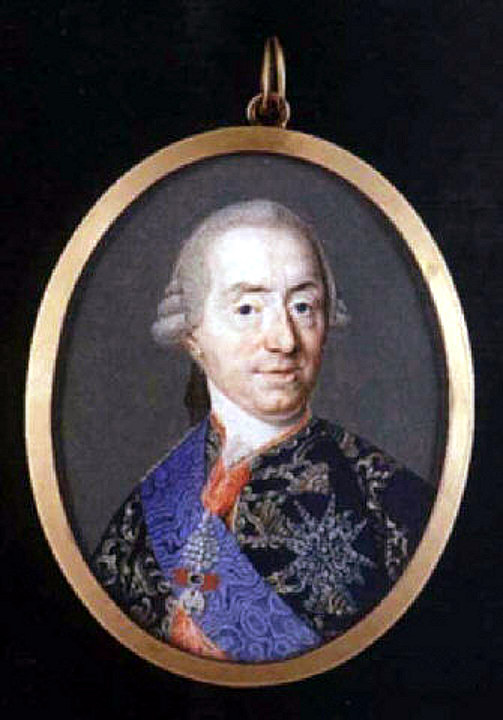
Jerónimo Grimaldi miniatura copia del retrato pintado por Anton von Maron.

Jerónimo Grimaldi comenzó su carrera política y diplomática como enviado extraordinario de la República de Génova en Madrid en 1739. Superintendente general de Correos y Postas de dentro y fuera de España. Enviado extraordinario a Parma en 1746, a Viena en 1746 y a Múnich cerca del Elector de Baviera en 1749. Ministro plenipotenciario en Estocolmo (1749 a 1753), ministro extraordinario cerca de Jorge II de Inglaterra, elector de Hannover, mientras estuviera en Alemania en 1752 y cerca del Infante Duque de Parma en 1753. Embajador en La Haya (1753 a 1760) y en la Corte de Versalles (1761 a 1763). Fue uno de los principales artífices del tercer Pacto de Familia con el rey de Francia en 1761 que provocó la entrada de España en la Guerra de los Siete Años contra Inglaterra, del Tratado de Fontainebleau en 1762, por el que España recibía de Francia la Luisiana y su capital Nueva Orleans, y del Tratado de París en 1763, que puso fin a la Guerra de los Siete Años, por el que España cedió La Florida a Inglaterra a cambio de que ésta retirara sus tropas de Cuba y Filipinas y del derecho a la libre navegación por el río Misisipi. 
Fue miembro del partido reformista de los «golillas» (nombre despectivo dado por estar constituido principalmente por letrados), partidarios del absolutismo monárquico y centralista frente al «partido aragonés» de su enemigo el conde de Aranda, partidario de la idiosincrasia regional y defensor de los fueros suprimidos por Felipe V tras la Guerra de Sucesión. Primer secretario de Estado y del Despacho (1763 a 1776), del Consejo de Estado desde 1764. Su casa fue saqueada durante el Motín de Esquilache de 1766. Miembro de la Junta presidida por Floridablanca que votó la expulsión de los jesuitas en 1767 de los territorios de la Corona Española tras su participación en el motín. Realizó el Tratado de Paz y de Comercio con Marruecos en 1767, el Tratado de Comercio y Navegación con Francia en 1768, la Declaración Comercial Hispano Genovesa en 1772 y el Convenio para la Represión del Contrabando en 1774. La desastrosa expedición a Argel de 1775 le desacreditó notablemente; tras encontrarse sin aliados y sin fuerzas, solicitó al rey su cese a finales de 1776, siendo sustituido por su colaborador el embajador en Roma, conde de Floridablanca, propuesto por él. Tras la llegada del conde en febrero de 1777, Grimaldi abandonó España para ser embajador en Roma (1777 a 1785). 
El rey mandó a Sabatini construir un palacio, conocido como palacio del marqués de Grimaldi, para ser morada de los primeros secretarios de Estado en la actual plaza de la Marina Española en Madrid. Gentilhombre de cámara con ejercicio de Carlos III. Caballero de la Insigne Orden del Toisón de Oro, grande de España, caballero supernumerario de la Orden de Carlos III, comendador de las Reales Órdenes de Francia de Saint Michel y Saint Esprit. Falleció en Génova el 1 de octubre de 1789.